# Laura Samson
Laura Samson, anche conosciuta come Laura Samsonová (Praga, 10 marzo 2008) è una tennista ceca.
Ha vinto il Torneo di Wimbledon 2023 - Doppio ragazze ed è stata finalista agli Open di Francia 2024 - Singolare ragazze. È diventata la prima giocatrice nata nel 2008 a vincere un incontro nel WTA Tour.
Nel 2024, ha cambiato il suo cognome in una forma neutrale per distinguersi da un'altra giocatrice WTA, la russa Ljudmila Samsonova, con la quale condivideva la stessa abbreviazione (L. Samsonova).

## Carriera junior
Come membro del TK Sparta Prague, Samsonová ha vinto il suo primo titolo junior all'età di 13 anni al torneo J5 in Prostějov nell'ottobre 2021, senza perdere un set. È stato il suo primo torneo junior disputato. Ha poi vinto il secondo torneo J5 nel novembre 2021 in Silla in Spagna, ed ha raggiunto una finale nel terzo torneo, ad Alicante.
Nel luglio 2023, ha vinto il Torneo di Wimbledon 2023 - Doppio ragazze insieme alla connazionale Alena Kovačková. Nella finale, hanno affrontato le inglesi Hannah Klugman e Isabelle Lacy, battendole in due parziali. Sono diventate la prima coppia ceca a vincere il torneo da Barbora Krejčíková e Kateřina Siniaková nel 2013.
Nel giugno 2024, ha raggiunto la finale agli Open di Francia 2024 - Singolare ragazze ma è stata sconfitta dalla connazionale Tereza Valentová. Difendendo il titolo al Torneo di Wimbledon 2024 - Doppio ragazze insieme alla Kovačková, vengono sconfitte nei quarti di finale da Mika Stojsavljevic e Mingge Xu.

## Circuito maggiore
Laura Samson ha vinto 4 titoli in singolare nel circuito ITF in carriera. In singolare ha raggiunto la 373ª posizione mondiale il 29 luglio 2024, mentre in doppio la 1210ª posizione mondiale la stessa data.
Dopo aver ricevuto una wildcard per partecipare al Prague Open 2024, Samson diventa la prima giocatrice nata nel 2008 a vincere un incontro nel WTA Tour sconfiggendo la qualificata croata Tara Würth in due set nel primo turno. Nel secondo turno sorprende la seconda testa di serie Kateřina Siniaková in tre set raggiungendo i quarti di finale, dove sconfigge la russa Oksana Selechmet'eva. Il suo cammino si conclude in semifinale dove è costretta al ritiro a causa di un infortunio mentre giocava il terzo set contro Magdalena Fręch.
Il 26 luglio 2025, Laura raggiunge la sua prima finale WTA della carriera in doppio al Livesport Prague Open, dove fa coppia con la connazionale Lucie Havlíčková entrate grazie ad una wildcard, uscendone sconfitte nell'ultimo atto dalla seconda coppia del seeding formata dall'ucraina Nadiia Kičenok e dalla giapponese Makoto Ninomiya con il punteggio di 6-1, 4-6, [7-10].

## Statistiche WTA

### Doppio

#### Sconfitte (1)
| Legenda              |
| -------------------- |
| Grande Slam (0)      |
| Argenti Olimpici (0) |
| WTA Finals (0)       |
| WTA Elite Trophy (0) |
| Dal 2021             |
| WTA 1000 (0)         |
| WTA 500 (0)          |
| WTA 250 (1)          |

| N. | Data           | Torneo             | Superficie | Compagna         | Avversarie in finale           | Punteggio        |
| 1. | 26 luglio 2025 | Prague Open, Praga | Cemento    | Lucie Havlíčková | Nadiia Kičenok Makoto Ninomiya | 6-1, 4-6, [7-10] |

## Statistiche ITF

### Singolare

#### Vittorie (4)
| Torneo $100.000 (0) |
| Torneo $60.000 (1)  |
| Torneo $40.000 (0)  |
| Torneo $25.000 (0)  |
| Torneo $15.000 (3)  |

| N. | Data             | Torneo                             | Superficie  | Avversaria in finale | Punteggio     |
| 1. | 11 febbraio 2024 | Magic Hotel Tours by FTT, Monastir | Cemento     | Selina Dal           | 6-1, 6-3      |
| 2. | 19 maggio 2024   | Kranjska Gora Open, Kranjska Gora  | Terra rossa | Oana Gavrilă         | 6-1, 6-4      |
| 3. | 26 maggio 2024   | Bluesun Bol Open, Bol              | Terra rossa | Sara Svetac          | 6-1, 6-2      |
| 4. | 15 giugno 2025   | Macha Lake Open, Česká Lípa        | Terra rossa | Carolina Alves       | 2-6, 6-2, 6-3 |

#### Sconfitte (1)
| Torneo $100.000 (0) |
| Torneo $60.000 (0)  |
| Torneo $40.000 (0)  |
| Torneo $25.000 (0)  |
| Torneo $15.000 (1)  |

| N. | Data         | Torneo                                               | Superficie | Avversaria in finale | Punteggio |
| 1. | 3 marzo 2024 | Egypt Sharm ElSheikh Women's Future, Sharm el-Sheikh | Cemento    | Sandra Samir         | 0-6, 4-6  |

### Doppio

#### Sconfitte (1)
| Torneo $100.000 (0) |
| Torneo $60.000 (0)  |
| Torneo $40.000 (1)  |
| Torneo $25.000 (0)  |
| Torneo $15.000 (0)  |

| N. | Data             | Torneo                               | Superficie | Compagna          | Avversarie in finale         | Punteggio |
| 1. | 16 novembre 2024 | Akari Fundación Caudillos, Chihuahua | Cemento    | Ana Sofía Sánchez | Haley Giavara Dalayna Hewitt | 1-6, 3-6  |

## Grande Slam Junior

### Singolare

#### Sconfitte (1)
| Tornei del Grande Slam  |
| ----------------------- |
| Australian Open (0)     |
| Open di Francia (1)     |
| Torneo di Wimbledon (0) |
| US Open (0)             |

| N. | Data          | Torneo                  | Superficie  | Avversaria in finale | Punteggio   |
| 1. | 8 giugno 2024 | Open di Francia, Parigi | Terra rossa | Tereza Valentová     | 3-6, 6(0)–7 |

### Doppio

#### Vittorie (1)
| Tornei del Grande Slam  |
| ----------------------- |
| Australian Open (0)     |
| Open di Francia (0)     |
| Torneo di Wimbledon (1) |
| US Open (0)             |

| N. | Data           | Torneo                      | Superficie | Compagna        | Avversarie in finale         | Punteggio |
| 1. | 15 luglio 2023 | Torneo di Wimbledon, Londra | Erba       | Alena Kovačková | Hannah Klugman Isabelle Lacy | 6-4, 7-5  |